# PFA Classic
 (mars 2023).
Si vous disposez d'ouvrages ou d'articles de référence ou si vous connaissez des sites web de qualité traitant du thème abordé ici, merci de compléter l'article en donnant les références utiles à sa vérifiabilité et en les liant à la section « Notes et références ».
La PFA Classic est une compétition de surf des World Qualifying Series 1992 disputée en 1992 à Saint-Leu, une commune de l'ouest de l'île de La Réunion, dans le sud-ouest de l'océan Indien. Dotée de 10 000 dollars, elle a été remportée par l'Australien Shane Powell.